# محمد بن علي الشيخ
محمد بن علي الشيخ، كاتب وقاص وباحث تاريخي من أهالي قرية خليص بمنطقة مكة المكرمة.

## حياته
- وُلد في قرية خليص في منطقة مكة المكرمة عام 1366هـ/1946م.
- تخرج في معهد المعلمين في جدة عام 1388هـ.
- حصل على الشهادة الجامعية من جامعة الملك عبد العزيز عام 1397هـ.
- عمل معلمُا حتى تقاعد من التدريس عام 1420هـ.
- عضو النادي الأدبي في جدة منذ عام 1408هـ.
- عضو اللجنة الثقافية في قرية خليص.
- شارك في العديد من الأمسيات القصصية.
- كتب نصوص ومقالات في الصحافة السعودية وخاصة صحيفة المدينة ومجلة الحج والعمرة [1]

## مؤلفاته
اعتمد محمد الشيخ في قصصه على رؤية اجتماعية تتناول قضايا المجتمع بشكل رمزي، كما برزت البيئة الريفية عبر نصوصه، وهو بذلك يحاول أن يخلق التوازن بين ما هو كائن وما ينبغي أن يكون جاعلاً الإنسان همه الأول في أعماله الأدبية، ويحاول في الوقت ذاته البحث عن كينونة في الحياة المعاصرة، ومن أهم إنتاجه الأدبي الآتي:
- العقل لا يكفي (مجموعة قصصية)، تهامة، جدة، 1402هـ/1982م.
- صراع العمالقة في القرن التاسع عشر (بحوث تاريخية)، دار العلم، جدة، 1404هـ/1984م.
- رحلة البحث عن الشمس (مجموعة قصصية)، دار العلم، جدة، 1405هـ/1984م.
- سيرة حياة الشيخ حسن بن عبد الصمد (سيرة تاريخية) الجزء الأول، دار العلم، جدة، 1419هـ/1998م.
- سيرة حياة الشيخ حسن بن عبد الصمد (سيرة تاريخية) الجزء الثاني، دار المؤلف بيروت( ١٤٣٢ - ٢٠١١م)
- محافظة خليص (دراسة تاريخية في التراث الحضاري والاجتماعي)، بالاشتراك مع آخرين، جدة، مطبعة المحمودية، 1422هـ.
- الأعرابي (مجموعة قصصية)، النادي الأدبي، جدة، 1430هـ/2009م.[2]
- رجال وضوامر (قراءات ومداخلات وتعليقات في بعض الكتب ذات الصلة بالحج)، مكتبة دار كنوز المعرفة (١٤٤١ - ٢٠٢٠م)